# Ulrich Freitag (Politiker)
Ulrich Freitag (* 1. Dezember 1947 in Altena) ist ein deutscher Jurist und Politiker (SPD) und war Magistratsdirektor der Stadt Bremerhaven.

## Biografie
Freitag besuchte die Volksschule, die Abendschule und ein Kolleg in Oberhausen, an dem er sein Abitur ablegte. Danach studierte er Rechtswissenschaften an der Universität Bochum und machte das erste und zweite Staatsexamen. Freitag war von Beruf Vermessungstechniker und Jurist. Er leitete das Rechtsamt und Versicherungsamt beim Magistrat der Stadt Bremerhaven. 1999 wurde er in die Bremische Bürgerschaft gewählt. Dort vertrat er die Stadt Bremerhaven bis zu seinem Ausscheiden 2003. Bis zum 31. März 2012 war Freitag Magistratsdirektor beim Magistrat der Stadt Bremerhaven. Sein Nachfolger wurde Diplom-Verwaltungswirt Claus Polansky.